# Liste der Naturdenkmäler im Landschaftsplan Solingen
Die Liste der Naturdenkmäler im Landschaftsplan Solingen enthält die im Landschaftsplan der Stadt Solingen genannten Naturdenkmäler. Naturdenkmäler in den bebauten Ortslagen werden in Nordrhein-Westfalen hingegen durch ordnungsbehördliche Verordnungen festgelegt, siehe dazu die Teillisten der Liste der Naturdenkmäler in Solingen.

## Liste der Naturdenkmäler
| Nr.     | Name                                                         | Kurzbeschreibung                                                             | Lage                                                               | Bild           | weitere Informationen                            |
| ------- | ------------------------------------------------------------ | ---------------------------------------------------------------------------- | ------------------------------------------------------------------ | -------------- | ------------------------------------------------ |
| 2.3.1   | 1 Platane                                                    | Umfang 3,2 m; Höhe 20 m                                                      | westlich Haus Grünewald                                            |                |                                                  |
| 2.3.2   | 2 Rotbuchen, 1 Blutbuche                                     | Umfang 3,5 bis 3,8 m; Höhe 27 m / 30 m                                       | Park Haus Grünewald                                                |                |                                                  |
| 2.3.3   | 1 Mammutbaum                                                 | Umfang 5 m; Höhe 27 m                                                        | Park Haus Grünewald                                                |                |                                                  |
| 2.3.4   | Ahorn-Allee                                                  | Umfang 1,4 bis 3,4 m; Höhe 20 bis 25 m                                       | Weg Lützowstr. zum Haus Grünewald                                  |                | 60 Berg- und Spitzahorne (6 davon nachgepflanzt) |
| 2.3.5   | 1 Fichte                                                     | Umfang 2,3 m; Höhe 30 m                                                      | Park Haus Grünewald                                                |                |                                                  |
| 2.3.6   | 1 Esche                                                      | Umfang 3,4 m; Höhe 18 m                                                      | Fußweg Lützowstraße - Siedlung Abteiweg                            |                |                                                  |
| 2.3.7   | 2 Rotbuchen                                                  | Umfang 3,6 bis 4,2 m; Höhe 27 bis 30 m                                       | Schieten                                                           |                |                                                  |
| 2.3.8   | 1 Rotbuche                                                   | Umfang 3,8 m; Höhe 20 m                                                      | Flockertsholzer Weg Ecke Lützowstraße                              |                |                                                  |
| 2.3.9   | Lindenreihe mit 33 Bäumen                                    | Umfang 1,3 bis 2 m; Höhe 10 m                                                | Flockertsholzer Weg                                                |                |                                                  |
| 2.3.10  | Feldgehölzbestände beiderseits der verlängerten Lützowstraße | 0,6 ha                                                                       | verlängerte Lützowstraße ⊙                                         |                |                                                  |
| 2.3.11  | 1 Rotbuche                                                   | Umfang 3,5 m; Höhe 20 m                                                      | Flockertsholz ⊙                                                    |                |                                                  |
| 2.3.12  | 1 Stieleiche                                                 | Umfang 3,5 m; Höhe 20 m                                                      | östlich Oben zum Holz                                              |                |                                                  |
| 2.3.13  | Stechpalmenbestand                                           | Länge 130 m; Breite 4 m; Höhe 8 m                                            | Ditzberg                                                           |                |                                                  |
| 2.3.14  | 1 Bergahorn                                                  | Umfang 3,1 m, Höhe 15 m                                                      | Walder Straße, Schönhof                                            |                |                                                  |
| 2.3.15  | 1 Stieleiche                                                 | Umfang 2,3 m; Höhe 11 m                                                      | westlich Hofschaft Külf                                            |                |                                                  |
| 2.3.16  | 2 Linden, 1 Stieleiche                                       | Umfang 3,0 und 2,9 m, Höhe je 25 m / Umfang 2,7 m, Höhe 20 m                 | Hasseldelle, Hasseldeller Weg                                      |                |                                                  |
| 2.3.17  | 12 Rosskastanien                                             | Umfang 1,4 bis 2,2 m; Höhe 10 bis 15 m                                       | östlich Siedlung Hasseldelle                                       |                |                                                  |
| 2.3.18  | 1 Silberahorn                                                | Umfang 4 m; Höhe 25 m                                                        | Klauberger Bachtal, östlich Kleingarten                            |                |                                                  |
| 2.3.19  | 2 Silberahorne                                               | Umfang 2,3 bis 2,3 m; Höhe 15 bis 25 m                                       | Städtgesmühler Bachtal, südlich Einmündung Meigener Bach           |                |                                                  |
| 2.3.20  | 1 Silberahorn                                                | Umfang 2,6 m; Höhe 25 m                                                      | Städtgesmühler Bachtal, östlich Siedlung Kannenhof                 |                |                                                  |
| 2.3.21  | 9 Stechpalmen                                                | Umfang bis 0,85 m; Höhe bis 7 m                                              | Eick, östlich Bebauung                                             |                |                                                  |
| 2.3.22  | 1 Stieleiche                                                 | Umfang 2,5 m; Höhe 10 m                                                      | Mühlenfeld, nördlich Mühlenfelder Bach                             |                |                                                  |
| 2.3.23  | 1 Rotbuche                                                   | Umfang 6,3 m; Höhe 23 m                                                      | Meisenburger Weg Richtung Bertramsmühle                            |                |                                                  |
| 2.3.24  | 1 dreistämmige Esche                                         | Umfang 1,88 bis 2,62 m; Höhe 12 m                                            | nördlich Scharfhausen                                              |                |                                                  |
| 2.3.25  | 1 Hainbuche                                                  | Umfang 2,4 m; Höhe 17 m                                                      | Birken, Wegegabelung                                               |                |                                                  |
| 2.3.26  | 1 neunstämmige Esche                                         | Umfang 0,6 bis 1,3 m; Höhe 12 m                                              | östlich Steinsiepen                                                |                |                                                  |
| 2.3.27  | 9 Stieleichen                                                | Umfang 1,7 bis 2,4 m; Höhe bis 17 m                                          | östlich Hofschaft Dorperhof                                        |                |                                                  |
| 2.3.28  | 1 Rotbuche                                                   | Umfang 3,67 m; Höhe 20 m                                                     | östlich Hästen                                                     |                |                                                  |
| 2.3.29  | 10 Rosskastanien                                             | Umfang 1.9 bis 2,8 m; Höhe bis 15 m                                          | Pumpwerk Glüder                                                    |                |                                                  |
| 2.3.30  | 1 Linde                                                      | Umfang 3,3 m; Höhe bis 25 m                                                  | Strohner Höhe Waldschule                                           |                |                                                  |
| 2.3.31  | 2 Stechpalmen                                                | Umfang 1,1 bis 1,2 m; Höhe bis 8 m                                           | Thomasweg, westlich Höhrath                                        |                |                                                  |
| 2.3.32  | 1 Stechpalme (dreistämmig)                                   | Umfang 0,7 bis 1,1 m; Höhe bis 6 m                                           | Thomasweg, südöstlich Höhrath                                      |                |                                                  |
| 2.3.33  | 1 Rosskastanie, 1 Linde, 8 Roteichen                         | Umfang 2,2 m; 3,0 m; 1,6 bis 2,1 m; Höhe 17 m; 20 m; 15 m                    | Burg Hohenscheid Parkplatz                                         |                |                                                  |
| 2.3.34  | Obergraben Heiler Kotten                                     | 0,06 ha                                                                      | nordöstlich und südwestlich des Heiler Kotten                      |                |                                                  |
| 2.3.35  | Birnbaumreihe                                                | Umfang 1,2 bis 1,5 m, Höhe 11-13 m                                           | Höhscheid, südlich der Erfer Straße, am Feldweg                    |                |                                                  |
| 2.3.36  | Aufschluss bei Küllenbergskotten                             |                                                                              | Höhscheid, Küllenbergskotten                                       |                |                                                  |
| 2.3.38  | 10 Stieleichen einschließlich Feldgehölz                     | Umfang 1,1 bis 2,9 m; Höhe bis 25 m                                          | südlich Bechershäuschen, Böschung entlang Mollstraße               |                |                                                  |
| 2.3.39  | Feldgehölz                                                   | 0,1 ha                                                                       | Grünental                                                          |                |                                                  |
| 2.3.40  | 1 Stieleiche                                                 | Umfang 2,85 m, Höhe 12 m                                                     | Weinsberger Bachtal, Obenfürkelt                                   |                |                                                  |
| 2.3.41  | 1 Stieleiche                                                 | Umfang 2,4 m; Höhe 11 m                                                      | Obenfürkelt                                                        |                |                                                  |
| 2.3.42  | 1 Stieleiche, 1 Stechpalme                                   | Umfang 1,6 m; 0,85 m; Höhe 15 m; 8 m                                         | Mittelfürkelt                                                      |                |                                                  |
| 2.3.43  | 1 Stieleiche                                                 | Umfang 3,23 m, Höhe 17 m                                                     | Mittelfürkelt, Im Mühlbusch                                        |                |                                                  |
| 2.3.44  | 1 Stieleiche                                                 | Umfang 3,4 m; Höhe 14 m                                                      | südlich Mittelfürkelt an der Straße Untenfürkelt                   |                |                                                  |
| 2.3.45  | Hohlweg mit beidseitigem Baumbestand                         | Umfang 1 Kirsche 1,3 m, Höhe 20 m; Kirsche 6-stämmig Umfang 2,8 m, Höhe 20 m | beidseitiger Hohlweg, nördlich der Hofschaft Obenrüden ⊙           |                |                                                  |
| 2.3.46  | Ehemaliger Steinbruch am Mühlenberg                          |                                                                              | westlich Untenrüden am Mühlenberg                                  |                |                                                  |
| 2.3.47  | 1 Esche                                                      | Umfang 2,3 m, Höhe 30 m                                                      | Obenfriedrichstaler Kotten                                         |                |                                                  |
| 2.3.48  | 2 Stieleichen                                                | Umfang 2,45 m/5,6 m; Höhe 18 m/23 m                                          | Friedrichshöhe - Hülsenbusch ⊙                                     | weitere Bilder |                                                  |
| 2.3.49  | 1 Stieleiche                                                 | Umfang 2,7 m; Höhe 10 m                                                      | Widdert, westlich Kulle                                            |                |                                                  |
| 2.3.50  | 1 Stieleiche                                                 | Umfang 3,2 m; Höhe 15 m                                                      | Lacher Straße, Langenfeld                                          |                |                                                  |
| 2.3.51  | 3 Stieleichen                                                | Umfang 1,6 bis 2,6 m; Höhe 12 bis 16 m                                       | Lacher Straße, Langenfeld                                          |                |                                                  |
| 2.3.52  | Stechpalmen-Gruppe                                           | Umfang bis 0,35 m; Höhe bis 6 m                                              | Kohlbusch - Am Löhfeld, südlich Kleingartenanlage                  |                |                                                  |
| 2.3.53  | 1 Stieleiche                                                 | Umfang 3,1 m; Höhe 17 m                                                      | Lacher Straße - Auf der Delle                                      |                |                                                  |
| 2.3.54  | 1 Stieleiche                                                 | Umfang 3,1 m; Höhe 25 m                                                      | Weinsberger Bachtal, Im Lühbanden                                  |                |                                                  |
| 2.3.55  | 1 Stieleiche                                                 | Umfang 2,2 m; Höhe 18 bis 20 m                                               | Brachen                                                            |                |                                                  |
| 2.3.56  | 1 Stieleiche                                                 | Umfang 2,2 m; Höhe 18 m / 20 m                                               | Brachen                                                            |                |                                                  |
| 2.3.57  | 2 Stieleichen                                                | Umfang 1,9 m / 2,4 m; Höhe 18 m / 20 m                                       | Neuenkamper Straße, westlich Schirpenberg                          |                |                                                  |
| 2.3.58  | 2 Rosskastanien                                              | Umfang 2,5 m / 2,85 m; Höhe 30 m / 15 m                                      | Brücke, Freifläche Gaststätte „Beim Öhm“                           |                |                                                  |
| 2.3.59  | 1 Esche                                                      | Umfang 2,0 m; Höhe 25 m                                                      | Brücke, Aufderhöher Straße                                         |                |                                                  |
| 2.3.60  | 1 Eibe                                                       | Umfang 1,2 m; Höhe 10 m                                                      | Steinendorf                                                        |                |                                                  |
| 2.3.61  | 7 Walnüsse                                                   | Umfang 1,2 bis 1,7 m; Höhe 10 m                                              | westlich Schirpenbruch                                             |                |                                                  |
| 2.3.62  | 1 Stieleiche                                                 | Umfang 2,5 m; Höhe 18 m                                                      | südlich Schirpenbruch am Nacker Bach                               |                |                                                  |
| 2.3.63  | 1 Esskastanie                                                | Umfang 5,4 m; Höhe 20 m                                                      | Südostrand Hof Eickenberg                                          |                |                                                  |
| 2.3.64  | Eichen- und Buchenhain                                       | Größe des Gebietes 0,21 ha. Umfang 1,2 bis 2,0 m; Höhe 18 bis 20 m           | Holzhof                                                            |                |                                                  |
| 2.3.65  | Ehemaliger Steinbruch bei Haasenmühle                        |                                                                              | östlich Gaststätte Haasenmühle                                     |                |                                                  |
| 2.3.66  | 1 Rosskastanie                                               | Umfang 2,1 m; Höhe 20 m                                                      | Haasenmühle, südlich vom Gebäude                                   |                |                                                  |
| 2.3.67  | 1 Stieleiche                                                 | Umfang 2,6 m; Höhe 19 m                                                      | südlich Eickenberg, an der Straße Birkendahl                       |                |                                                  |
| 2.3.68  | 4 Stieleichen                                                | Umfang 1,9 bis 2,4 m; Höhe 10 bis 15 m                                       | Südwestlich Eickenberg, in den Gemarkern am Fußweg nach Eickenberg |                |                                                  |
| 2.3.69  | 1 Stieleiche                                                 | Umfang 2,45 m; Höhe 10 m                                                     | Aufderhöhe, nordöstl. Birkendahl am Wanderweg A1                   |                |                                                  |
| 2.3.70  | 1 Stieleiche                                                 | Umfang 2,7 m; Höhe 20 m                                                      | nördl. Birkendahl am Bach Elbe                                     |                |                                                  |
| 2.3.71  | 5 Rotbuchen, 1 Stieleiche                                    | Umfang 1,7 bis 2,6 m; Höhe 18 bis 20 m                                       | Auf dem Dissel, westlich der Opladener Straße                      |                |                                                  |
| 2.3.72  | 1 Stieleiche                                                 | Umfang 2,9 m; Höhe 15 m                                                      | nördlich Holzkamp                                                  |                |                                                  |
| 2.3.73  | 1 Stieleiche                                                 | Umfang 2,9 m; Höhe 20 m                                                      | Bungenstraße, südlich Linde                                        |                |                                                  |
| 2.3.74  | 1 Stieleiche                                                 | Umfang 2,5 m; Höhe 15 m                                                      | nördlich Gravenberger Weg                                          |                |                                                  |
| 2.3.75  | 3 Stieleichen                                                | Umfang 2,7 / 3,4 / 3,4 m; Höhe 25 bis 30 m                                   | Pohligshof                                                         |                |                                                  |
| 2.3.76  | 1 Stieleiche                                                 | Umfang 2,7 m; Höhe 15 m                                                      | Pohligshof                                                         |                |                                                  |
| 2.3.77  | 1 Stieleiche                                                 | Umfang 2,6 m; Höhe 13 m                                                      | Börkhauser Bachtal                                                 |                |                                                  |
| 2.3.78  | 2 Rosskastanien                                              | Umfang 3,4 und 2,6 m, Höhe je 30 m                                           | Wiefeldick, Hagedornweg                                            |                |                                                  |
| 2.3.79  | 1 Stieleiche                                                 | Umfang 3,7 m, Höhe 28 m                                                      | Hackhausen, Ev. Jugendbildungsstätte                               |                |                                                  |
| 2.3.80  | 1 Stieleiche                                                 | Umfang 3,1 m; Höhe 25 m                                                      | Hackhausen, Ev. Jugendbildungsstätte, westlich am Klingenpfad      |                |                                                  |
| 2.3.81  | 1 Stieleiche (2 stämmig)                                     | Umfang 4,6 m; Höhe 25 m                                                      | Hackhausen-Ossenkamp                                               |                |                                                  |
| 2.3.82  | 24 Rosskastanien                                             | Umfang 1,7 bis 2,9 m; Höhe 15 bis 20 m                                       | Krüdersheide, westlich vom Gebäude                                 |                |                                                  |
| 2.3.83  | Parkanlage Engelsberger Hof - Teilbereich                    |                                                                              | westlich Gaststätte                                                | weitere Bilder |                                                  |
| 2.3.84  | Fünfstämmige Rotbuche                                        | Umfang 2,5 bis 3,3 m, Höhe 30 m                                              | nördlich des Forststützpunktes, Langhansstraße                     |                |                                                  |
| 2.3.85  | 3 Sommerlinden                                               | Umfang 1,7 m / 1,7 m / 2,0 m; Höhe 10 m                                      | Verlach „Zu Ohligs“                                                |                |                                                  |
| 2.3.86  | 1 Stieleiche                                                 | Umfang 3,4 m, Höhe 16 m                                                      | Hermann-Löns-Weg, westlich Teichstraße                             |                |                                                  |
| 2.3.87  | 1 Rosskastanie, 2 Platanen, 2 Rotbuchen, 1 Spitzahorn        |                                                                              | Schloss Hackhausen Park                                            |                |                                                  |
| 2.3.88  | 1 Ulme                                                       | Umfang 3,4 m, Höhe 30 m                                                      | Schloss Hackhausen, östlich                                        |                |                                                  |
| 2.3.89  | Parkanlage an der Virchowstraße                              |                                                                              | Parkanlage Altenpflegeheim Virchowstraße                           |                |                                                  |
| 2.3.90  | 3 Stieleichen                                                | Umfang 1,9 bis 3,4 m; Höhe 15 m/20 m                                         | westlich Untenkatternberg                                          |                |                                                  |
| 2.3.91  | 2 Stieleichen                                                | Umfang 2,3 m / 2,7 m; Höhe 13 m/18 m                                         | Nacker Küllenberg                                                  |                |                                                  |
| 2.3.92  | 2 Stieleichen                                                | Umfang 2,8 m / 3,1 m; Höhe 17 m/20 m                                         | Nacker Küllenberg                                                  |                |                                                  |
| 2.3.93  | 1 Stechpalme (mehrstämmig)                                   | Höhe 7 m                                                                     | Siepen                                                             |                |                                                  |
| 2.3.94  | 1 Rosskastanie                                               | Umfang 3,2 m; Höhe 23 m                                                      | Pilghauser Kotten                                                  |                |                                                  |
| 2.3.95  | 2 Rotbuchen                                                  | Umfang 2,6 m / 2,8 m; Höhe 25 m                                              | nördlich Pilghauser Kotten in Weggabelung                          |                |                                                  |
| 2.3.96  | 3 Stieleichen                                                | Umfang 2,45 m / 2,6 m; Höhe 18 bis 20 m                                      | Hossenhaus, Hossenhauser Bach                                      |                |                                                  |
| 2.3.97  | 1 Stieleiche                                                 | Umfang 2,85 m, Höhe 25 m                                                     | Dahl, an der Wegeverbindung zur Wissmannstraße                     |                |                                                  |
| 2.3.98  | 1 Eibe (mehrstämmig)                                         | Umfang 1,4 m; Höhe 8 m                                                       | Poschheider Mühle, am Bach                                         |                |                                                  |
| 2.3.99  | 1 Pappel                                                     | Umfang 4,2 m; Höhe 27 bis 30 m                                               | Lochbachtal, östlich Tunnel Bahnstraße / Kasperstraße              |                |                                                  |
| 2.3.100 | 8 Stieleichen                                                | Umfang 1,9 bis 2,8 m; Höhe 15 bis 17 m                                       | Lochbach, Irlenwiesen Maubeshaus, östlich Lübecker Straße          |                |                                                  |
| 2.3.101 | Hohlweg mit beidseitigem Baumbestand                         | 0,16 ha                                                                      | Weierkamp, Keusenhof                                               |                |                                                  |
| 2.3.102 | 1 Stieleiche                                                 | Umfang 3,6 m, Höhe 18 m                                                      | östlich Maubeshauser Kotten                                        |                |                                                  |
| 2.3.103 | Ahorn-Allee                                                  | Umfang von 1,4 bis 4,6 m, Höhe 29 m                                          | Caspersbroicher Weg                                                | weitere Bilder |                                                  |
| 2.3.104 | 6 Stieleichen                                                | Umfang 2,9 bis 4,0 m; Höhe 20 bis 27 m                                       | Schloss Caspersbroich, innerhalb und außerhalb Zufahrt Garagen     |                |                                                  |
| 2.3.105 | 2 Rotbuchen                                                  | Umfang 3,5 m / 4,5 m; Höhe 30 m                                              | zwischen Nacken und Kotter Hammer                                  |                |                                                  |
| 2.3.106 | Ehemalige Klärteiche im oberen Nacker Bachtal                |                                                                              |                                                                    |                |                                                  |
| 2.3.107 | Ehemalige Tongrube                                           |                                                                              | nördlich Katternberger Straße                                      |                |                                                  |
| 2.3.108 | Feuchtgebiet bei Scheuren                                    |                                                                              | Industriegebiet Scheuren, östlich der Norbertstraße                |                |                                                  |
| 2.3.109 | 1 Ulme                                                       | Umfang 3,2 m, Höhe 30 m                                                      | Lochbachtal, Locher Hammer, am Fußweg                              |                |                                                  |
| 2.3.110 | Eichenhain                                                   | 0,15 ha                                                                      | Sonnenschein, am östlichen Ortsrand                                |                |                                                  |
| 2.3.111 | Feldgehölz                                                   | Länge etwa 400 m                                                             | Kotzert, Stöcken                                                   |                |                                                  |
| 2.3.112 | 1 Esche                                                      | Umfang 3,2 m; Höhe 18 m                                                      | Eschbach                                                           |                |                                                  |
| 2.3.113 | 1 Stieleiche (zweistämmig)                                   | Umfang 2,6 bis 3,0 m; Höhe 15 m                                              | Nümmen                                                             |                |                                                  |